# Lestodiplosis reaumuriae
Lestodiplosis reaumuriae är en tvåvingeart som beskrevs av Fedotova 1983. Lestodiplosis reaumuriae ingår i släktet Lestodiplosis och familjen gallmyggor.
Artens utbredningsområde är Kazakstan. Inga underarter finns listade i Catalogue of Life.